# Vegyes síakrobatika-ugrás a 2022. évi téli olimpiai játékokon
A 2022. évi téli olimpiai játékokon a síakrobatika vegyes ugrás versenyszámát február 10-én rendezték. Ez a versenyszám először szerepelt a téli olimpiai játékok programjában. Az aranyérmet az amerikai csapat nyerte. A versenyszámban nem vett részt magyar csapat.

## Naptár
Az időpontok helyi idő szerint (UTC+8), zárójelben magyar idő szerint (UTC+1) olvashatóak.
| Forduló           | Időpont                    |
| ----------------- | -------------------------- |
| Döntő, 1. forduló | február 10., 19:00 (12:00) |
| Döntő, 2. forduló | február 10., 19:50 (12:50) |

## Eredmények
| Helyezés | R             | Csapat                                                                                                 | 1. futam                    | 2. futam                   |
| -------- | ------------- | --- | --------------------------- | -------------------------- |
| Arany    | 2 2–1 2–2 2–3 | Egyesült Államok (USA) · Ashley Caldwell · Christopher Lillis · Justin Schoenefeld                     | 330,55 104,31 101,81 124,43 | 338,34 88,86 135,00 114,48 |
| Ezüst    | 1 1–1 1–2 1–3 | Kína (CHN) · Xu Mengtao · Jia Zongyang · Qi Guangpu                                                    | 336,89 94,01 124,78 118,10  | 324,22 106,03 96,02 122,17 |
| Bronz    | 5 5–1 5–2 5–3 | Kanada (CAN) · Marion Thénault · Miha Fontaine · Lewis Irving                                          | 326,94 93,06 113,97 119,91  | 290,98 62,74 116,48 111,76 |
| 4.       | 3 3–1 3–2 3–3 | Svájc (SUI) · Alexandra Bär · Pirmin Werner · Noé Roth                                                 | 300,62 65,83 128,00 106,79  | 276,01 57,01 109,00 110,00 |
| 5.       | 4 4–1 4–2 4–3 | Az Orosz Olimpiai Bizottság versenyzői (ROC) · Ljubov Nyikityina · Ilja Burov · Sztanyiszlav Nyikityin | 295,97 79,66 97,28 119,03   | kiesett                    |
| 6.       | 6 6–1 6–2 6–3 | Fehéroroszország (BLR) · Hanna Huskova · Stanislau Hladchenko · Maxim Gustik                           | 273,67 84,73 89,92 99,12    | kiesett                    |